# Brede Hangeland
Brede Paulsen Hangeland (født 20. juni 1981 i Houston, Texas, USA) er en norsk tidligere fodboldspiller. Hangeland foretrak at spille i det centrale forsvar, men kunne også agere defensiv midtbane. Han spillede gennem karrieren for Crystal Palace, Fulham, SK Vidar, Viking Stavanger og FC København.

## Viking Stavanger
Hangeland ankom til Viking Stavanger fra den lokale klub FK Vidar i begyndelsen af 2001-sæsonen. Han vandt den norske Cup i sin debut sæson, da Viking hev en 3-0 sejr hjem over rivalerne fra Bryne FK. Under opholdet i Viking fik nordmanden sin landsholdsdebut i en 1-0 sejr over Østrig i 2002 og har hidtil [Update] spillet 45 (opdateret 1/1 09) kampe for Norge hovedsageligt i det centrale forsvar. I 2005 blev han udnævnt til kaptajn for Viking og spillede i alt 187 kampe for klubben inden skiftet til FC København.

## FC København
Hangeland spillede for FC København mellem 2005 og 2008, hvor han både nåede at spille Champions League og UEFA Cup. Han udgjorde sammen med Michael Gravgaard et sikkert og solidt forsvar, der gjorde FCK til mestre i 2006 og 2007.

## Fulham F.C.
I sommeren 2007 knyttede aviser Hangeland med Premier League-klubber som Newcastle United, Liverpool, Aston Villa og Manchester City. [1] Hangeland afviste rygterne og sagde han var glad for at spille for FCK, [citation behov], men den 18. januar 2008, efter længere tids spekulation, blev det officielt bekræftet, at nordmanden havde underskrevet en kontrakt med Fulham F.C., hvor han blev genforenet med sin tidligere manager fra Viking, Roy Hodgson.
Den 29 januar, 2008 fik Hangeland sin Fulham-debut, da Fulham mødte Bolton Wanderers på Reebok Stadium. Han blev efter kampen kåret til 'Man of Match' af Sky Sports. Efter en række gode præstationer blev han hurtigt en publikumsfavorit på Craven Cottage. Klubben overlevede lige akkurat nedrykning i 2007-08 sæsonen med Hangeland som fast mand på holdet, hvor han udgjorde et defensivt partnerskab med Aaron Hughes. I sæsonen 08/09 sæsonen var Fulham defensivt blandt de bedste hold i Premier League, hvilket rakte til en syvende plads i turneringen. Dette er Fulhams bedste placering nogensinde i Premier League.
Den 12 august, 2008 blev Hangeland udnævnt til kaptajn for det norske fodboldlandshold.
Den 23. august 2008 scorede Hangeland sit første Fulham mål og blev matchvinder for klubben mod Arsenal, da de vandt 1-0 på Craven Cottage. Ved slutningen af 2008 er Hangeland blevet kåret til 'Månedens Spiller' for Fulham to gange i 2008-09 sæsonen. Under transfervinduet i sommeren 2009 blev den store nordmand rygtet væk fra Fulham grundet hans formidable præstationer, og klubber som Arsenal og Tottenham skulle efter sigende have været interesserede i at hente forsvarsspilleren. I november, 2009, forlængede Hangeland dog sin kontrakt med Fulham til sommeren 2013.
I sommerpausen 2014 forlængede Hangeland ikke sin kontrakt, og forlod dermed klubben efter hele 272 kampe for dem.

## Crystal Palace
Hangeland underskrev i august 2014 en kontrakt med en anden London-klub, Crystal Palace.. Hangeland scorede i sin debut for klubben; et hovedstød i et 1-2 nederlag på Emirates Stadium mod Arsenal.

## Trofæer
- Norsk Cup vinder: 2001 (med Viking FK)
- Dansk Superliga vinder: 2005-06 & 2006-07 (med FC København)
- Royal League vinder: 2005 & 2006 (med FC København)